# Universitat Catòlica de València San Vicente Mártir
La Universitat Catòlica de València "San Vicente Mártir" és una universitat privada i catòlica, amb seu a València, País Valencià i amb campus a València, Godella, Burjassot, Torrent, Alzira i Xàtiva. S'hi imparteixen 27 títols de Grau, 18 Dobles Titulacions i 100 Màsters i Postgraus. Compta amb 11 Càtedres i 20 Instituts de Recerca, 543 investigadors, 76 Grups de Recerca i es desenvolupen 28 programes de voluntariat a nivell local i 2 a nivell internacional.

## Història
Nomenada en homenatge a Sant Vicent Màrtir, va ser creada el 8 de desembre de 2003, solemnitat de la Immaculada Concepció, pel llavors arquebisbe Mons. Agustí García-Gasco.
És continuació de la labor universitària exercida durant més de trenta anys per la Fundación Agrupación Edetania. Monsenyor José María García Lahiguera, arquebisbe de València, amb la cooperació d'algunes institucions religioses, va crear la Escuela Universitaria de Formación del Profesorado Edetania el 3 de novembre de 1969 i va constituir la Fundación Agrupación Edetania al gener de 1974. Pocs anys després, en 1979, l'Arquebisbe de València Monsenyor Miguel Roca Cabanellas i el rector de la Universitat de València van signar el conveni d'adscripció d'Edetania a la Universitat de València.
Amb la creació de la Universitat Catòlica de València el 2003 les titulacions universitàries es van reordenar inicialment en quatre facultats:
- Facultat de Ciències de l'Educació i de l'Esport.
- Facultat de Psicologia i de les Ciències de la Salut.
- Facultat de Sociologia i Ciències Humanes.
- Facultat de Ciències Experimentals.

El 4 de febrer de 2005 es va aprovar la integració de l'Escola Universitària d'Infermeria La nostra Senyora dels Desemparats, actual Facultat d'Infermeria i de la Facultat d'Estudis de l'Empresa. El 13 de març de 2007, es va aprovar la creació de la Facultat de Medicina. El 18 de setembre de 2009, es va aprovar la creació de la Facultat de Ciències Socials i Jurídica.
El 2016 la Universitat Catòlica de València presentà un recurs contra les beques d'ajudes als estudiants universitaris per no incloure les ajudes per als estudiants que optaven per universitats privades. El Tribunal Superior de Justícia de la Comunitat Valenciana paralitzà cautelarment dos de les sis modalitats de les beques, suposant que persones no pogueren rebre eixes ajudes paralitzades. Aquest fet va ser condemnat pel sindicat STEPV. Un any després el TSJCV tombà el recurs. La UCV posà un recurs contra aquesta resolució.
El novembre de 2017 la seua web va rebre un atac informàtic en nom d'ISIL.

## Facultats
La universitat compta amb 9 facultats:
- Facultat de Dret Canònic.
- Facultat de Psicologia
- Facultat de Magisteri i Ciències de l'Educació.
- Facultat de Ciències de l'Activitat Física i de l'Esport.
- Facultat de Filosofia, lletres i Humanitats
- Facultat de Ciències Jurídiques, Econòmiques i Socials.
- Facultat de Veterinària i Ciències Experimentals.
- Facultat de Medicina i Ciències de la Salut.
- Facultat de Teologia.